# Cròniche epafàniche
Cròniche epafàniche è il primo romanzo di Francesco Guccini, pubblicato da Feltrinelli nel 1989. Il romanzo è stato, tra l'altro, un best seller nell'anno di pubblicazione ed è stato molto apprezzato dalla critica.

## Stile
Lo stile muove dalla lettura da parte dell'autore di romanzi di Gadda e Meneghello ed è quindi un italiano "parlato" o meglio impregnato di termini dialettali e gergali di Pàvana, piccola frazione di montagna di Sambuca Pistoiese, dove Guccini ha trascorso i primi cinque anni della sua vita. Guccini sostiene infatti di aver ricevuto una sorta di imprinting dal luogo che sente profondamente nel suo intimo.

## Trama
Il romanzo, pur non essendo una biografia dell'autore, diventa autobiografico per questa propensione di Guccini a volersi riappropriare delle proprie radici. Le storie narrate nei diversi capitoli del romanzo sono storie di montagna e montanari, di una cultura contadina che oramai da qualche decennio non esiste più. Il minimo comune denominatore delle croniche è forse il luogo d'ambientazione ovvero l'appennino pavanese, il suo fiume Limentra e, ancor più nello specifico, il mulino della famiglia Guccini testimone di tante vicende e vite. Nonostante il romanzo sia il ricordo di tempi ed epoche passate, Guccini non si abbandona alla banale malinconia, ma fa rivivere i personaggi raccontandone aneddoti e storie di vita quotidiana con toni a tratti commoventi e struggenti, a tratti ironici e molto divertenti.

## Edizioni
- Francesco Guccini, Croniche epafaniche, Narratori, Feltrinelli, 1989,  p. 184.

- Francesco Guccini, Cròniche epafàniche, Universale economica, Feltrinelli, 1991,  p. 184.